# Eric Reveno
Eric Wendell Reveno (Stanford, Kalifornia, 1966. március 12. –) amerikai kosárlabdaedző, 2024 áprilisa óta a Stanford Cardinal férfikosárlabda-csapatának vezetőedző-helyettese. A 2008–2009-es szezonban a West Coast Conference az év edzőjének választotta.
A Stanford Egyetemre járt, ahol centerként játszott; diplomaszerzését követően 1993-ig a japán Nippon Mining játékosa volt. 2006-tól 2016. március 15-ei kirúgásáig a Portland Pilots férfikosárlabda-vezetőedzője volt.
2016 májusában Josh Pastner helyetteseként a Georgia Tech Yellow Jackets, majd 2024 áprilisában újra a Stanford Cardinal munkatársa lett.

## Eredményei vezetőedzőként
| Szezon                                  | Eredmény                                | Eredmény                                | Helyezés                                | Továbbjutás                             |
| Szezon                                  | Összesített                             | Konferencia                             | Helyezés                                | Továbbjutás                             |
| Portland Pilots (West Coast Conference) | Portland Pilots (West Coast Conference) | Portland Pilots (West Coast Conference) | Portland Pilots (West Coast Conference) | Portland Pilots (West Coast Conference) |
| --------------------------------------- | --------------------------------------- | --------------------------------------- | --------------------------------------- | --------------------------------------- |
| 2006–07                                 | 9–23                                    | 4–10                                    | T–7.                                    | –                                       |
| 2007–08                                 | 9–22                                    | 3–17                                    | 7.                                      | –                                       |
| 2008–09                                 | 19–15                                   | 9–3                                     | 3.                                      | CIT első kör                            |
| 2009–10                                 | 21–11                                   | 10–4                                    | 3.                                      | CIT első kör                            |
| 2010–11                                 | 20–12                                   | 7–7                                     | 5.                                      | CIT első kör                            |
| 2011–12                                 | 7–24                                    | 3–13                                    | 8.                                      | –                                       |
| 2012–13                                 | 11–21                                   | 4–12                                    | T–7.                                    | –                                       |
| 2013–14                                 | 15–16                                   | 7–11                                    | 6.                                      | –                                       |
| 2014–15                                 | 17–16                                   | 7–11                                    | T–6.                                    | CIT első kör                            |
| 2015–16                                 | 12–20                                   | 6–12                                    | T–7.                                    | –                                       |
| Összesen:                               | 140–178 (.440)                          | 60–96 (.385)                            | –                                       | –                                       |

## Fordítás
- Ez a szócikk részben vagy egészben  az   Eric Reveno című angol Wikipédia-szócikk ezen változatának fordításán alapul.  Az eredeti cikk szerkesztőit annak laptörténete sorolja fel. Ez a jelzés csupán a megfogalmazás eredetét és a szerzői jogokat jelzi, nem szolgál a cikkben szereplő információk forrásmegjelöléseként.